# Naffur
Les Naffur ou Naffour sont une tribu berbère maure ancienne dont le territoire était situé en Tripolitaine et au sud est de Sufetula en Byzacène.

## Histoire
Les Naffur sont cités à plusieurs reprises par Corippus (Corippe).

## Localisation
Leur territoire fut localisé dans la Tripolitaine. Ils étaient voisins des Ilaguas, les Laguatan. Mais aussi près de Sufetula et de la Dorsale Tunisienne en Byzacène a proximité des Frexes leurs meilleurs alliés. (Un peu comme les Madjer tribu localisé au meme endroit avec les memes origines de Tripolitaine l'étaient pour les Frechiches descendants des Frexes.)
La présence des Naffur a été attestée dans la région-des-Dattes.

## Anthropologie
D'après certaines hypothèses les Naffur seraient liés aux Nefoussiens un rapprochement étymologique ayant été fait entre le terme naffur et le terme nafussi,, cependant les données manquent pour étayer cette thèse.
Le nom des Naffur ne doit pas être confondu avec le nom Naffur désignant Nippur, ville de Mésopotamie antique.
D'après Modéran, il y a de bonnes raisons, tirées de la Johannide, de ne pas associer les Naffur aux Frexes même si Corippe lui même fait un rapprochement entre eux et que ils sont mentionnés comme étant bien plus proches que les autres tribus alliés et sont associés avec les Frexes, Laguatan et le roi des Vandales comme les pires ennemis des Romains en Afrique,.
Aux alentours de 510 les Frexes et Naffurs s'associent pour fondés une association tribale en forme de confédération sous l'impulsion de Guenfan père d'Antalas roi des Frexes, qui a hérité le commandement de la communauté de sa famille notamment de son père qui avait cette fonction avant lui, Charles Diehl évoque même que cela engendra un grand état.
Les Naffur avaient la réputation d'être des bandits, voleurs.

## Référencement